# سازمان انتقال خون ایران
سازمان انتقال خون ایران بالاترین و تنها مرجع تصمیم‌گیری در زمینه تأمین و توزیع خون و فراورده‌های خونی سالم در ایران است. این سازمان در نهم مرداد ماه سال ۱۳۵۳ تأسیس شد.

## پیشینه
پیش از سال ۱۳۲۴ انتقال خون‌های پراکنده در ایران در بیمارستان‌های مختلف انجام می‌شده‌است ولی در این مورد شواهد قابل اعتمادی وجود ندارد. پس از آن در سال ۱۳۳۱ به‌طور هم‌زمان «بانک خون ارتش» توسط محمد علی شمس و مرکز انتقال خون شیر و خورشید سرخ سابق توسط احمد آژیر، تأسیس و شروع به کار نمود.
در زمینه تهیه فراورده‌های خون، مرکز خون ارتش از ۱۳۴۰ به بعد اقدام به تهیه فراورده‌های سلولی (گلبول قرمز متراکم و پلاکت متراکم) و پلاسمایی (رسوب کرایو و پلاسمای منجمد تازه) در حد محدود نمود و در همین سال‌ها بود که با همکاری انستیتو پاستور ایران اقدام برای پالایش پلاسما و تهیه فراورده‌های آن صورت گرفت. در اوایل دهه پنجاه شایعاتی به گوش می رسید که افرادی سود جو با همکاری بعضی از پزشکان اقدام به دریافت خون از معتادان به  مواد مخدر و افراد الکلی میکنند و این خونها را به بیمارستانها می فروشند که این عمل نه تنها بیماری های خطرناکی  را برای دریافت کنندگان خون ایجاد ‌کرده حتی باعث مرگ تعدادی از بیماران شده است.
سرانجام با تأسیس سازمان انتقال خون ایران در سال ۱۳۵۳ کوشش‌های چند ساله به ثمر رسید و انتقال خون در ایران قانونمند شد. در واقع قبل از سال ۱۳۵۳ مراکز متعددی در ایران با امکانات محدود در بیمارستان‌ها، ارتش و شیر و خورشید سرخ جهت تأمین خون بیماران نیازمند فعالیت می‌کردند ولی با تأسیس سازمان انتقال خون در ایران به همت فریدون علاء در سال ۱۳۵۴ این سیستم وارد مرحله جدیدی شد.
در حال حاضر سازمان انتقال خون در ایران بالاترین و تنها مرجع تصمیم‌گیری در زمینه تأمین و توزیع خون و فراورده‌های خونی سالم در سطح کشور است و تمامی تصمیم گیری‌ها در ارتباط با فراورده‌های خونی مستقیماً به این سازمان مربوط است.
در ابتدا تمام هزینه‌های این سازمان از بودجه کل کشور به صورت کمک تأمین می‌گردید. در سال ۱۳۵۸ در پی تجدید نظر کلی در بودجه کشور، سازمان انتقال خون به عنوان یک دستگاه دولتی وابسته به وزارت بهداری در آمد و تابع مقررات عمومی دولت گردید.
مشکل عمده نبود تشکیلات منظم برای جلب اهداکنندگان بود. سرویس‌های دولتی و خصوصی (بجز تا حدودی مرکز خون ارتش)، متکی به داوطلبان حرفه‌ای بودند که اغلب از افراد محروم جامعه بودند و در مقابل وجه ناچیزی، علی‌رغم بر خوردار نبودن از سلامت کافی، اقدام به خون دادن می‌نمودند.
پس از پیروزی انقلاب در تاریخ ۱۳۶۳/۰۳/۳۰ اساسنامه سازمان انتقال خون ایران تصویب شد و پس از تصویب اساسنامه، برای شکل دادن به ساختار اجرایی و تشکیلات سازمان، سه معاونت تولید و فنی، پژوهشی و آموزشی و ادرای و مالی طراحی و به اجرا درآمد. سازمان به وسیله یک شورایعالی پنج نفره مرکب از افراد متخصص به انتخاب وزیر بهداشت، درمان و آموزشی پزشکی اداره می‌شود.
در سال ۱۳۷۴ طرح شبکه خون‌رسانی کشور در شورای عالی تصویب و مورد اجرا گذارده شد. بر اساس این طرح سازمان انتقال خون ایران در قالب نه پایگاه منطقه‌ای آموزشی به اجرای برنامه‌ها و مسئولیتهای محوله که در ستاد مرکزی سازمان تهیه و هماهنگ می‌گردد، می‌پردازد.
بهرام عین‌اللهی، وزیر بهداشت، درمان و آموزش پزشکی، طی حکمی مصطفی جمالی را به‌عنوان مدیرعامل جدید سازمان انتقال خون ایران منصوب کرد. این انتصاب با پیشنهاد شورای‌عالی انتقال خون انجام شد و مصطفی جمالی جایگزین پیمان عشقی شد که از آبان‌ماه ۱۳۹۸ این مسئولیت را بر عهده داشت. 

## فعالیت‌ها در سطح کشور
از ابتدای تأسیس سازمان تا سال ۱۳۵۷ بجز سازمان مرکزی سه پایگاه شیراز، اهواز، مشهد فعال بوده و در حال حاضر ۲۰۶ مرکز انتقال خون خدمات خون‌رسانی را در سراسر کشور به عهد دارند. در حال حاضر مراکز کلیه استان‌های کشور دارای پایگاه‌های انتقال خون هستند که در آن‌ها بخش‌های آزمایش‌ها غربالگری بر روی خون‌های اهدایی، تهیه فراورده و کنترل کیفی وجود دارد. همچنین ۳۵شهرستان نیز دارای مراکز انتقال خون هستند که مجهز به امکانات برای انجام کلیه فرایندهای تهیه فراورده و آزمایش‌ها غربالگری هستند و بر روی تک تک کلیه واحدهای اهدایی آزمایش‌ها غربالگری جهت بررسی عفونت با ویروس هپاتیت B، ویروس هپاتیت C، ویروس HIV و آزمایش سرولوژی برای بیماری سفیلیس و سایر آزمایش‌ها لازم را انجام می‌دهند.

## وظایف
همکاری با بیمارستانها در حل مشکلات انتقال خون، تأمین خون سالم و کافی، مشارکت در مراقبت از بیماران، بسیج اهداکنندگان داوطلب و بدون چشم داشت مادی گسترش شبکه پایگاه‌های انتقال خون، ارائه آموزش مداوم برای کارمندان سازمان در کلیه زمینه‌های خدماتی برای دستیابی به کارمندان ماهر و ورزیده، اطلاع‌رسانی عمومی در ارتباط با مزایای اهداء خون و نیاز به اهداء خون، تدوین خط مشی‌های آموزشی و پژوهشی.

## درمانگاه‌ها

### درمانگاه مشاوره هپاتیت
درمانگاه مشاوره هپاتیت از سال ۱۳۷۳ فعالیت خود را جهت شناسایی و آموزش و راهنمایی بیماران مبتلا به هپاتیت B و هپاتیت C آغاز کرده‌است. از فعالیت‌های این درمانگاه آموزش بهداشت به بیماران خاص از قبیل تالاسمی، هموفیلی و ارائه خدمات مشاوره‌ای قبل از ازدواج برای افراد مبتلا به هپاتیت می‌باشد.

### درمانگاه مشاوره ایدز
مراجعین به این درمانگاه اهداکنندگانی هستند که در زمینه ایدز و آزمایش‌ها آن سؤالاتی دارند. درمانگاه مشاوره ایدز از سال ۱۳۷۴ شروع به کار نموده‌است.

### درمانگاه تالاسمی
درمانگاه تالاسمی از سال ۱۳۷۴ شروع به فعالیت نموده‌است. بیماران تالاسمی ماژور، اینترمدیا، آلفا تالاسمی و سیکل تالاسمی جزء طیف بیماران این مرکز هستند. این مرکز دارای گروه فوق تخصصی هماتولوژی، گوارش، قلب، غدد، روانپزشک، پزشک متخصص داخلی و پزشک عمومی می‌باشد که درمان بیماران را به صورت دوره‌ای به عهده دارند.

### فلبوتومی
در درمانگاه فلبوتومی به بیمارانی که با تشخیص پزشک معالج خود و تأیید آزمایشگاه مبتلا به پلی سیتمی (در اصطلاح عامیانه غلظت خون) هستند خدمات درمانی ارائه می‌شود. با استفاده از فلبوتومی حجمی از خون بیمار جدا شده و با مایعات تزریقی جایگزین می‌شود و از این طریق به درمان بیماری فرد کمک می‌شود. درمانگاه فلبوتومی درمانی از سال ۱۳۶۲ شروع به کار کرده‌است.

### همافرز
درمانگاه همافرز از سال ۱۳۶۳ راه‌اندازی شده‌است. همافرزیس روشی است که در طی آن اجزایی از خون فرد دهنده (سلولهای خون یا پلاسما) جدا شده و مابقی خون مجدداً به فرد تزریق می‌شود. همافرزیس علاوه بر اینکه نوعی اهدا (اهدای یکی از اجزای خون بر حسب نیاز) محسوب می‌شود، در درمان برخی از بیماری‌ها نیز کاربرد دارد.

## اهدای خون
اهدای خون زمانی صورت می‌گیرد که فردی سالم داوطلبانه درخواست کند که مقداری از خونش را برای مصارف درمانی و نجات جان انسان‌ها اهدا کند.

### انواع اهدای خون
اهدای حرفه‌ای: در این نوع اهدا، فرد به ازای دریافت پاداش اقدام به خون دادن می‌نماید.
اهدای جایگزین یا فامیلی: در این نوع اهدا یکی از آشنایان یا اقوام فردی که نیازمند به خون است اقدام به اهدای خون می‌نمایند. یکی از اهداف سازمان انتقال خون ایران حذف کامل خون جایگزین تا پایان سال ۸۲ بوده‌است.
اهدای داوطلبانه: در این نوع اهدا فرد به‌طور داوطلبانه و فقط با انگیزه ایثار و نوعدوستی اقدام به خون دادن می‌نمایند.
اهدای اتولوگ: در این نوع اهدا باشرایط خاصی که توسط پزشک یا کارشناس طب انتقال خون مشخص می‌شود، خون گرفته شده از فرد برای همان فرد در مواقع ضروری مورد مصرف قرار می‌گیرد.

### عوارض احتمالی اهدای خون
1. کبودی
2. تجمع خون زیر پوست (هماتوم)
3. تحریک عصب
4. خون‌ریزی تأخیری
5. آسیب به عصب
6. آسیب به تاندون
7. التهاب رگ (ترومبوفلبیت)
8. حساسیت موضعی[۶][۷]

## افراد واجد شرایط برای اهدای خون
افرادی که در سنین ۱۷ تا ۶۰ سال باشند و از نظر جسمی و روحی شرایط مناسبی داشته باشند. آن‌ها همچنین باید وزن بالاتر از ۵۰ کیلوگرم داشته باشند و باید از اهدای خون قبلی آن‌ها حداقل ۸ هفته گذشته باشد به شرط اینکه تعداد دفعات اهدای خون در سال بیشتر از ۴ بار نشود. نکتهِ دیگر این است که افرادی که مبتلا به کم خونی و بیماری‌های قابل انتقال از طریق خون باشند نمی‌توانند خون خود را اهداء کنند.